# Río Espíritu Santo (Chapare)
Der Río Espíritu Santo ist ein Fluss im Departamento Cochabamba in Bolivien, der sich bei der Stadt Villa Tunari mit dem Río San Mateo zum Río Chapare vereinigt, welcher der Provinz und der ganzen Region ihren Namen gegeben hat.

## Verlauf
Der Río Espíritu Santo entspringt am Nordrand der Serranía de Callejas in einer Höhe von 2720 m im Municipio Villa Tunari in der Provinz Chapare. Der Fluss fließt auf den ersten dreißig Kilometern im Wesentlichen in nördlicher Richtung und schwenkt dann für den Rest des Laufes in östliche Richtung um. Er verlässt das Municipio in seinem gesamten Verlauf nicht und vereinigt sich nach insgesamt 66 Kilometern auf einer Höhe von 287 m mit dem Río San Mateo zum Río Chapare. 

## Nebenflüsse
Zu den Zuflüssen gehören (flussabwärts):
- Río Lima Tambo (links)
- Río Jordan Mayu (rechts)
- Río Arispe Mayu (rechts)
- Río Cristal Mayito (rechts)
- Río Juntas de Corani (links)
- Río Cristal Mayu (rechts)
- Río Cristal Mayu (rechts)
- Río Huayruruny (rechts)
- Río Avispas (rechts)
- Río Blanco (links)